# Duomyia brevicornis
Duomyia brevicornis är en tvåvingeart som beskrevs av Mcalpine 1973. Duomyia brevicornis ingår i släktet Duomyia och familjen bredmunsflugor. Inga underarter finns listade i Catalogue of Life.